# Isola Rothschild
L'isola Rothschild è un'isola antartica situata nel mare di Bellingshausen, circa 10 km a ovest dell'estremità settentrionale dell'isola di Alessandro I, la più vasta delle isole antartiche, da cui la separa la baia di Lazarev, e circa 75 chilometri a est dell'isola Charcot, da cui la separa lo stretto di Wilkins, quasi interamente ricoperto dai ghiacci dell'omonima piattaforma glaciale, di fronte alla costa occidentale della Penisola Antartica.

## Geografia
Di forma oblunga, lunga circa 39 km in direzione est-ovest e larga al massimo 20, l'isola Rothschild ha una superficie di circa 700 km² quasi interamente coperta dai ghiacci ed è dominata dalla catena dei monti Desko, che la percorrono in direzione ovest-nordovest/est-sudest raggiungendo i 1000 m s.l.m. in corrispondenza della vetta del picco Enigma. Altra formazione degna di nota presente sull'isola è il ghiacciaio Sigfrido che, scorrendo lungo il versante settentrionale della sopraccitata catena montuosa, fluisce infine nella baia di Lazarev, sul lato orientale dell'isola.

## Storia
Le montagne dell'isola furono avvistate da lontano nel gennaio 1821 dalla spedizione guidata da Fabian Gottlieb von Bellingshausen, tuttavia l'isola Rothschild venne scoperta e riconosciuta come tale durante la seconda spedizione francese in Antartide svoltasi dal 1908 al 1910 e comandata da Jean-Baptiste Charcot, il quale la battezzò con il suo attuale nome in onore di Édouard Alphonse James de Rothschild, allora a capo del ramo francese della famosa famiglia di banchieri Rothschild. Successivamente, l'isola fu visitata durante le esplorazioni di quell'area condotte nel corso della spedizione britannica nella Terra di Graham, condotta dal 1934 al 1937 e comandata da John Rymill, il quale scambiò l'isola per una montagna facente parte dell'isola Alessandro I. La natura insulare della formazione fu comunque infine dimostrata grazie alla mappatura condotta da parte dei membri del Programma Antartico degli Stati Uniti d'America negli anni 1939-41. L'isola fu poi visitata per la prima volta nel 1976, quando una squadra del British Antarctic Survey vi arrivò per allestire una stazione topografica.